# 叶夫根尼娅·拉达诺娃
叶夫根尼娅·拉达诺娃（1977年11月4日—），是保加利亚著名的女子短道速滑运动员。她是2002年盐湖城冬奥会和2006年都灵冬奥会两届奥运会500米亚军。

## 职业生涯
2002年盐湖城冬奥会中，拉达诺娃获得500米银牌和1500米铜牌。2006年都灵冬奥会中，拉达诺娃获得500米银牌。